# Anaspis flava
Anaspis flava is een keversoort uit de familie van de bloemspartelkevers (Scraptiidae). De wetenschappelijke naam is gepubliceerd in 1758 door Carl Linnaeus in de tiende editie van Systema naturae.